# Beaumont-Pied-de-Bœuf, Sarthe
Beaumont-Pied-de-Bœuf là một xã thuộc tỉnh Sarthe trong vùng Pays-de-la-Loire tây bắc nước Pháp. Xã này nằm ở khu vực có độ cao từ 74-164 mét trên mực nước biển.